# William Reginald Hall
Sir William Reginald „Blinker” Hall (Britford, Wiltshire, 1870. június 28. – 1943. október 22.) brit tengernagy és parlamenti képviselő, az első világháború idején a tengerészeti hírszerzés igazgatója. Az úgynevezett Zimmermann-távirat megfejtése tette a nevét híressé. 
Hall hitte, hogy a modern hírszerzés alapja az ellenséges kommunikáció megcsapolása, és a rejtjelezés lesz, ezért kapcsolatot épített ki az egyetemekkel, az iparral, és a kereskedelemmel.